# Saf-T-Cab Corporation
Saf-T-Cab Corporation war ein US-amerikanischer Hersteller von Automobilen.

## Unternehmensgeschichte
Das Unternehmen aus Cleveland in Ohio gehörte zur Auburn Automobile Company. Es stellte zwischen 1926 und 1928 Taxis her. Der Markenname lautete Saf-T-Cab.
Nach 1929 verliert sich die Spur des Unternehmens.

## Fahrzeuge
Die Fahrzeuge hatten ein verstärktes Fahrgestell, das nicht genau jenen von Auburn entsprach. Ein Sechszylindermotor von Lycoming trieb die Fahrzeuge an.